# Jennifer Pritzker
Jennifer Natalya Pritzker (Estados Unidos, 13 de agosto de 1950) é uma investidora, filantropista e membro da família Pritzker, uma das famílias mais ricas da América, tendo sido a fundadora da Fundação Tawani (1995), Tawani Enterprises (1996) e da Biblioteca Militar Pritzker (2003).
Em agosto de 2013, Pritzker emitiu um comunicado informando a alteração de seu nome, a fim de refletir o seu status de mulher transgênero, tornando-se a primeira e única bilionária abertamente transgênero.